# Mountain Dew
Mountain Dew (stilizzato come Mtn Dew negli Stati Uniti) è una bevanda gassata prodotta da PepsiCo.
La formula originale fu inventata nel 1940 dagli imbottigliatori del Tennessee Barney e Ally Hartman e fu commercializzata per la prima volta in Marion (Virginia), Knoxville e Johnson City (Tennessee).
Una formula rivisitata fu creata da Bill Bridgforth nel 1958.
Il marchio Mountain Dew fu acquisito da Pepsi-Cola nel 1964 e la commercializzazione fu estesa a tutti gli Stati Uniti e nel Canada. La Mountain Dew è presente nella maggior parte del continente americano, dell'Europa, dell'Oceania, dell'Asia e di alcune zone del Nord-Africa. Più precisamente la bevanda è presente nei seguenti stati: Stati Uniti, Canada, Messico, Brasile, Regno Unito, Irlanda, Germania, Francia, Svizzera, Spagna, Svezia, Norvegia, Danimarca, Finlandia, Bulgaria, Polonia, Romania, Paesi Bassi, Russia, Egitto, Marocco, Algeria, Tunisia, Italia, Sudafrica, Arabia Saudita, Emirati Arabi Uniti, India, Cina, Pakistan, Malesia, Singapore, Thailandia, Giappone, Corea del Sud, Australia, Nepal, Nuova Zelanda, Serbia.
La PepsiCo provò a inserire la Mountain Dew anche nel mercato italiano nel luglio 2012, ma non riuscì a commercializzarla e venne ritirata dal mercato nazionale con un mese di presenza. Tuttavia, la bevanda risulta ancora venduta in Italia, importata direttamente dall'estero, in alcuni negozi specializzati nella vendita di cibi e bibite statunitensi, nei negozi della catena tedesca TEDi e in alcuni distributori automatici.